# Kantatie 75
Pour les articles homonymes, voir Route 75.
La route principale 75 (en finnois : Kantatie 75) est une route principale allant de Siilinjärvi à Kuhmo en Finlande.

## Description
La route principale 75 permet le transport entre la zone économique de Kuopio et l'est de la Carélie du Nord et le Kainuu.

## Parcours
La route parcourt les communes suivantes :
- Siilinjärvi
- Kuopio (Nilsiä)
- Rautavaara
- Nurmes
- Kuhmo